# Jan Bulíř
Jan Bulíř (2. dubna 1904, Dubnice – 17. června 1986, České Budějovice) byl český malíř, grafik, středoškolský profesor, znalec hub.

## Život
Narodil se 2. dubna 1904 v Dubnici u České Lípy v rodině drážního zaměstnance. Zemřel 17. června 1986 v Českých Budějovicích.
V letech 1922–1926 studoval na ČVUT, od roku 1923 zároveň i na Akademii výtvarných umění u profesora Oldřicha Blažíčka, sochaře Hanuše Folkmanna a v ateliéru Jakuba Obrovského. Po ukončení studií složil v listopadu 1926 učitelskou zkoušku opravňující k výuce na středních školách. Působil jako pedagog na středních školách v Klatovech, v Praze, na reálném gymnáziu v Mukačevě.V roce 1933 přesídlil i s rodinou do Českých Budějovic. Na Střední stavební průmyslovce v Českých Budějovicích ( dnes Střední průmyslová škola stavební) vyučoval kreslení z ruky, dějiny architektury a jako důstojník v záloze i brannou výchovu. V pozdější době přednášel dějiny umění na Pedagogické fakultě v Českých Budějovicích. Za pedagogickou činnost obdržel v roce 1960 medaili „Za službu vlasti“.
Jeho velkým zájmem byla mykologie. Byl dlouholetým členem a od roku 1976 čestným členem České mykologické společnosti. Přispíval od roku 1929 do Mykologického sborníku (založen v roce 1919). Houby maloval a kreslil. Na výstavě hub v Praze v roce 1929 vystavoval 30 akvarelů hub. Byl jedním ze zakládajících členů mykologického kroužku v Českých Budějovicích, organizátorem poradny pro houbaře a řady odborných přednášek. Působil jako znalec hub.
Byl i aktivním sportovcem, působil v Dělnické tělovýchovné jednotě
Jako malíř se zabýval krajinomalbou a grafikou. Maloval šumavskou přírodu, jihočeskou krajinu, ale i městskou architekturu. Nevyhýbal se ani portrétům. Byl zaujat grafitovými doly v Českém Krumlově a jeho obrazy provázel i motiv práce v antracitových dolech u Českých Budějovic.
Zemřel 17. června 1986 v Českých Budějovicích. Pohřben je v Českých Budějovicích na hřbitově svaté Otylie
Jeho díla jsou zastoupena v Alšově jihočeské galerii v Hluboké nad Vltavou, v Jihočeském muzeu v Českých Budějovicích, v Regionálním muzeu Český Krumlov, v Městském muzeu a galerii ve Vodňanech a v soukromých sbírkách.

## Výstavy

### Autorské
- 1931 Užhorod
- 1932 Mukačevo, Michalovce
- 1943 Kladno[9]
- 1944, 1949, 1975, 1979 České Budějovice
- 1974 Cheb, Aš
- 1976 Blatná, Vodňany
- 1977 Kaplice, Loučovice
- 1984 poslední velká samostatná výstava k 80. narozeninám ve výstavní síni Krajského střediska státní památkové péče a ochrany přírody v Českých Budějovicích[10] na náměstí Přemysla Otakara II.

Zúčastňoval se i kolektivních výstav společně s jihočeskými výtvarníky. Byl členem Sdružení jihočeských výtvarníků, (založeno 1925 - ukončena činnost 1950), Svazu českých výtvarných umělců a Českého fondu výtvarných umění.

## Galerie

Jan Bulíř - neznámý malíř - přednáška Petra Pavelce pro veřejnost v prosinci 2023 v Českých Budějovicích
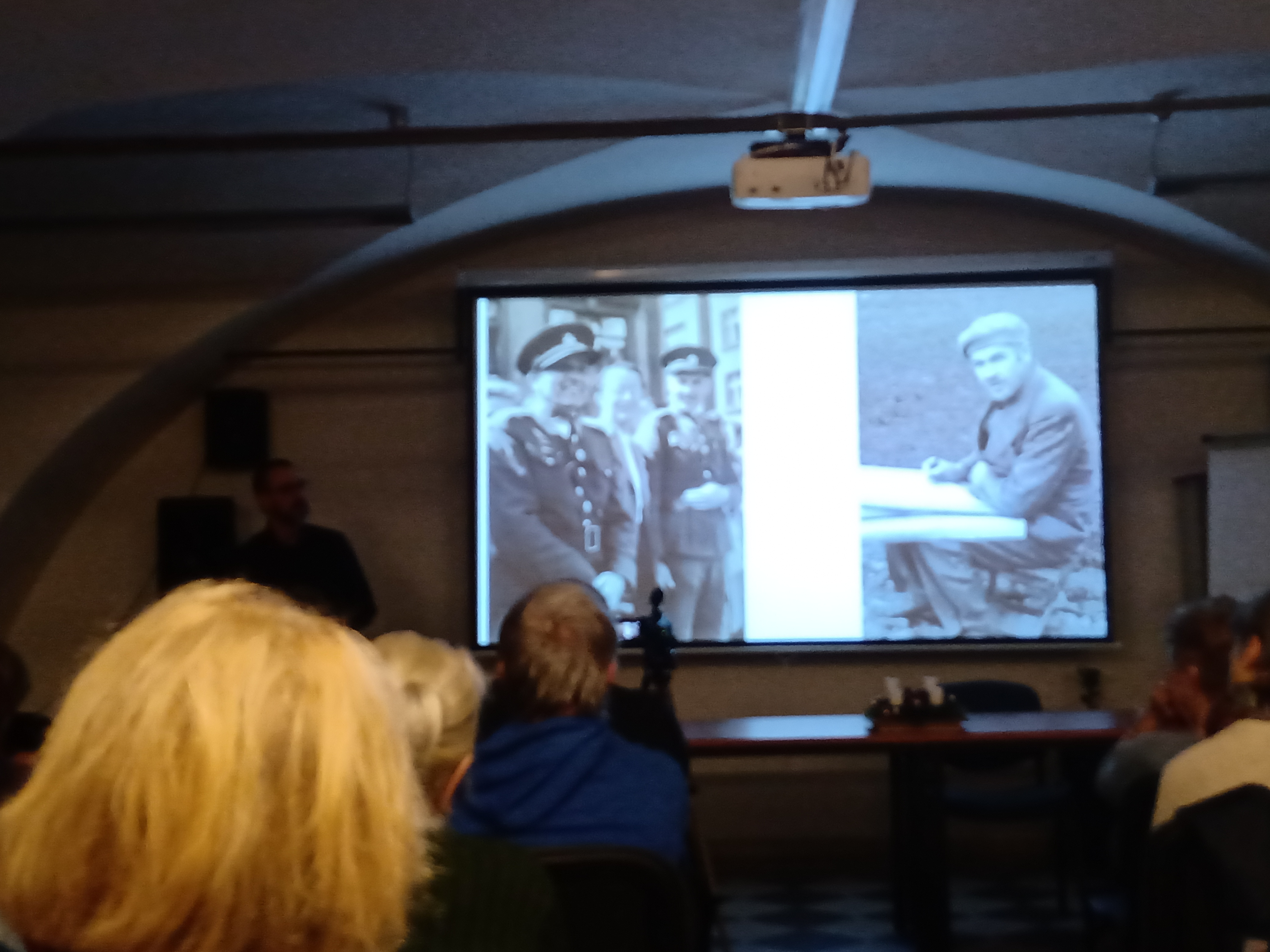
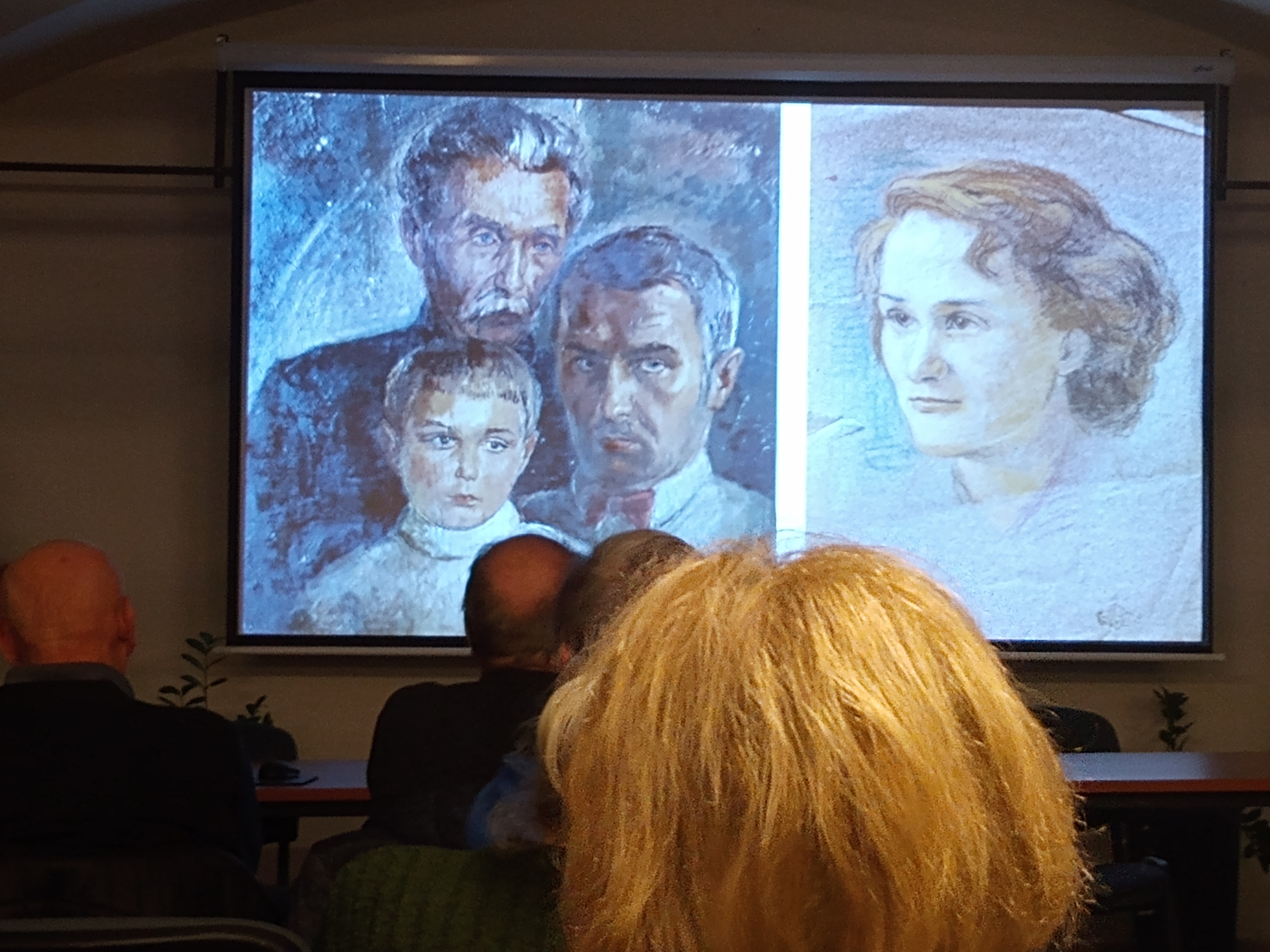
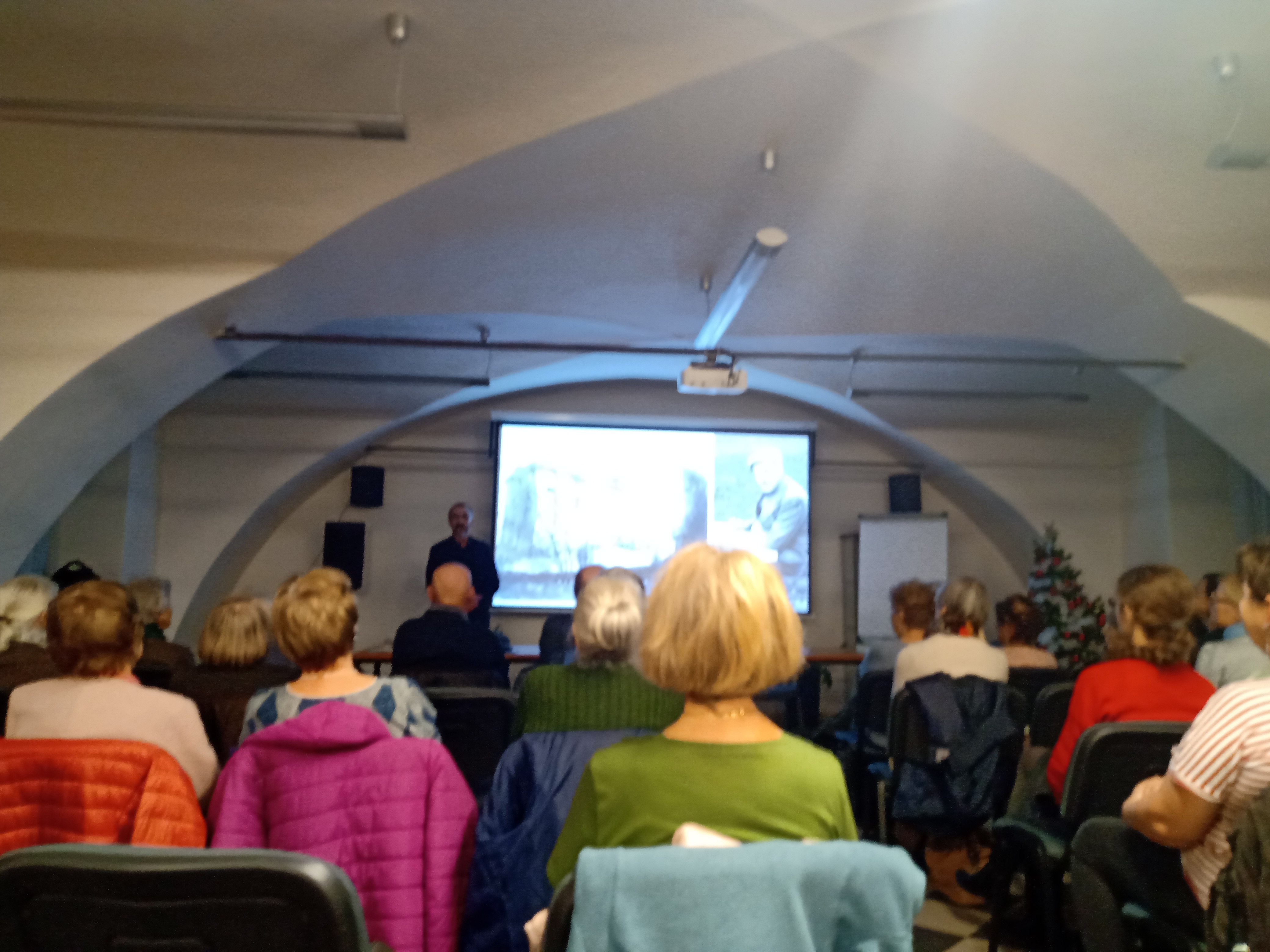